# اوا ارنست دیزیچ

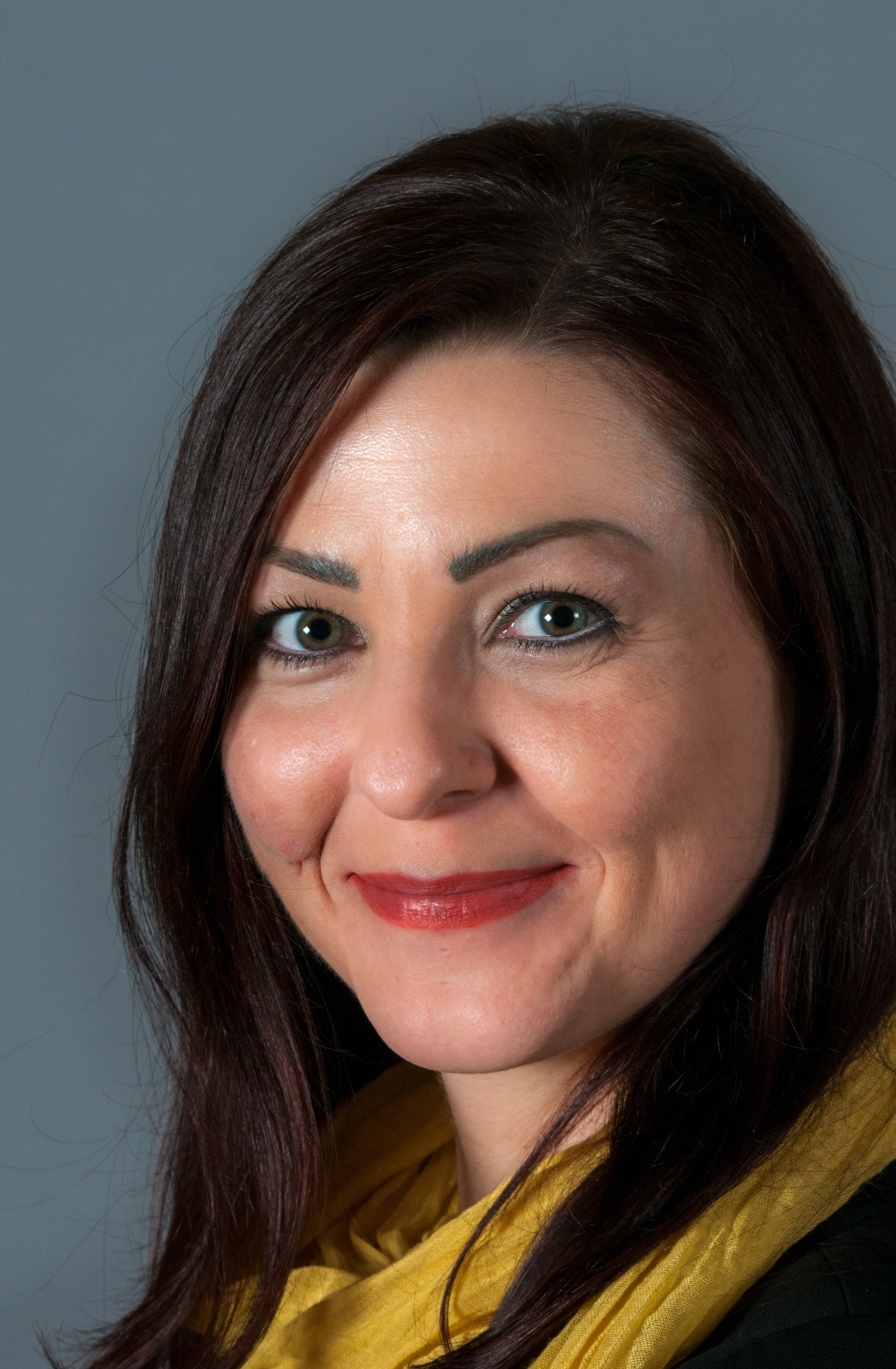
اوا ارنست ۲۰۱۷

اوا ارنست دیزیچ، متولد اوا Dziedzic، (* ۱۶. ژوئن ۱۹۸۰ در گمینا پروشوویتسه، جمهوری خلق لهستان) یک سیاستمدار اتریشی (سبزها – سبزهای آلترناتیو) و دانش‌آموخته علوم سیاسی است. از نوامبر ۲۰۱۵ تا اکتبر ۲۰۱۹، ارنست یکی از اعضای شورای فدرال اتریش بود که توسط پارلمان ایالتی وین و شورای شهرداری تفویض شده بود و از ۲۳ نوامبر ۲۰۱۹ عضو این شورا بوده‌است. از اکتبر ۲۰۱۹ او عضو شورای ملی است.